# Culture du Paraguay

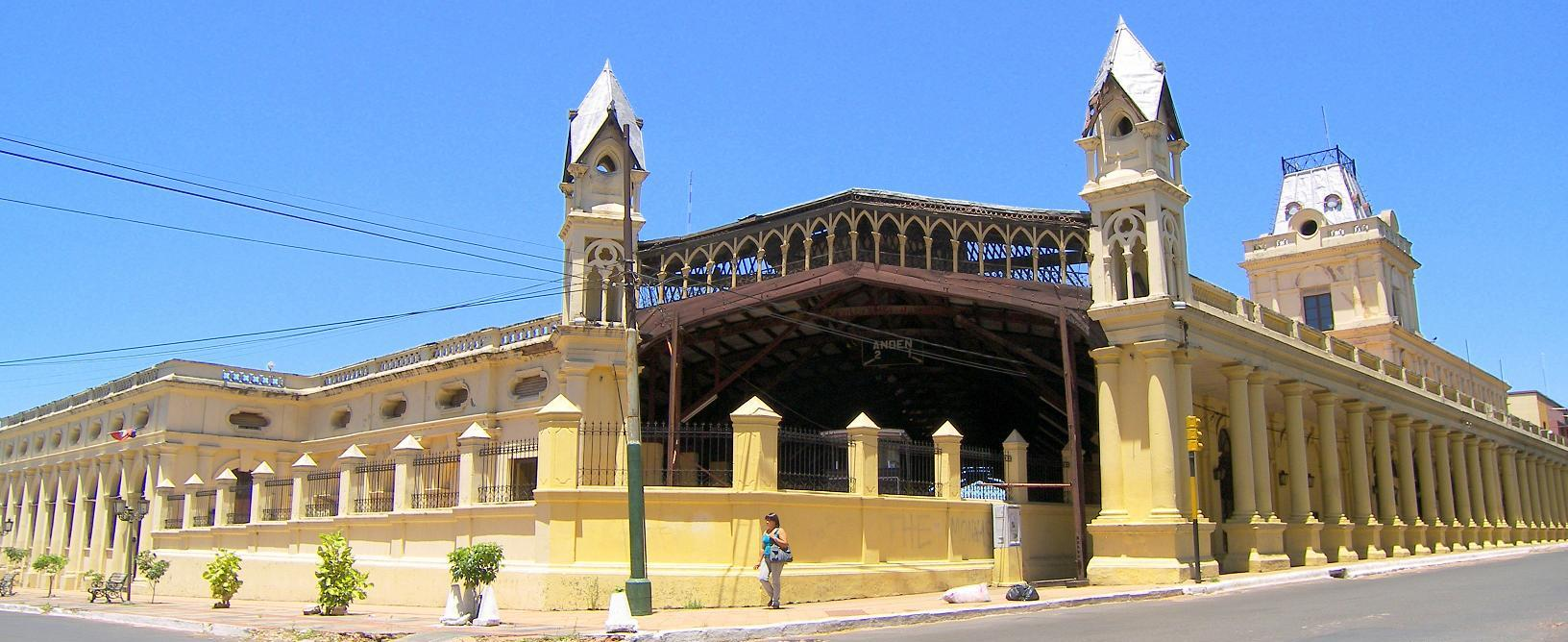
Gare centrale à Asuncion

La culture du Paraguay, pays enclavé d'Amérique du Sud, désigne d'abord les pratiques culturelles observables de ses habitants (7 000 000 en 2017, pour un million vers 1950 et deux millions vers 1960). La version espagnole en est raisonnablement plus développée.

## Peuples et langues
- Langues au Paraguay, Langues du Paraguay
- Groupes ethniques au Paraguay
  - Peuples indigènes du Paraguay (es) : Ayoreo, Guaranis, Guayaki, Mataguayo, Payaguá, Wichí (40 000 vers 2010)
  - autres : Brasiguaios (500 000 au maximum)

Les deux langues officielles sont l'espagnol (77 %) et (depuis 1992) le guarani (guarani paraguayen,) (74 %).
Diverses minorités (<1 %) parlent des langues amérindiennes (>20), ayoreo, chamacoco (en), chiriguano, chiripa, chorote, guana, guayaki, lengua, maká, mbyá (en), nivaclé, pai tavytera (en), pilagá, sanapaná, tapieté, toba, toba-maskoy.
Le jopara (en) est un mélange parlé de guarani et d'espagnol.

## Traditions

### Religion(s)
- Généralités
  - Anthropologie religieuse
  - Religion en Amérique latine
- Situation au Paraguay, Religion au Paraguay (en), religions au Paraguay
  - Christianisme au Paraguay (95 %), dont catholicisme (89.9 %), protestantismes (6-9 %), orthodoxie (0.03 %)
  - Religions indigènes (0.6 %)
  - Islam au Paraguay (0.02 %), Judaïsme (0.03 %)
  - Hindouisme, Bouddhisme, Shintoïsme, Baha'isme...
  - sans religion (1.14 %)
- Liberté de religion au Paraguay (en)
- Mission jésuite du Paraguay (1585-1763)[3],[4]
- Histoire des Juifs au Paraguay (en), Histoire des Juifs en Amérique latine et aux Caraïbes
- Franc-maçonnerie en Amérique latine
- San La Muerte

### Symboles
- Armoiries du Paraguay
- Drapeau du Paraguay (1842)
- Paraguayos, República o muerte, hymne national depuis 1846, Liste des hymnes nationaux
- Devise nationale : Paz y Justicia (espagnol, Paix et Justice)
- Emblème végétal : Passiflora (Mburucuyá)
- Emblème animal : Araponga à gorge nue
- Saint patron (chrétien) par pays (en) : La Sainte Vierge (Nuestra Señora de Luján), et, secondairement, Martin de Tours
- Plat national, sopa paraguaya

### Folklore et Mythologie
- Mythologie Guaraní[5],[6]
- Mythologie de l'Amérique du Sud (es)

### Jours fériés
- Jours fériés publics au Paraguay (en)
- Fêtes traditionnelles[7]
- Liste des fêtes en Amérique latine (en), dont le Paraguay (en)

## Vie sociale
- Catégorie:Société paraguayenne
- Latino-américains

### Groupes humains
- Immigration au Paraguay (en)
- Liste de Paraguayens (en)
- Femmes au Paraguay (en)

### Éducation
- Éducation au Paraguay (en)
- Liste des high schools au Paraguay (en)
- Liste des universités au Paraguay (en)

### Droit
- Droits de l'homme au Paraguay (en)
- Droits LGBT au Paraguay
- Violence domestique au Paraguay (en)
- Prostitution au Paraguay
- Corruption au Paraguay (en)
- Trafic d'êtres humains au Paraguay (en)
- Crime au Paraguay (en)
- Trafic de drogue au Paraguay (en)
- Commerce illégal de drogue en Amérique latine (en)
- Rapport Paraguay 2015-2016 de Amnesty International[8]
- Iniciativa Amotocodie (en)
- Le Paraguay sur le site d'Amnesty International

### État
- Histoire du Paraguay, Opération Condor
- Politique au Paraguay
- Guerres impliquant le Paraguay

## Arts de la table

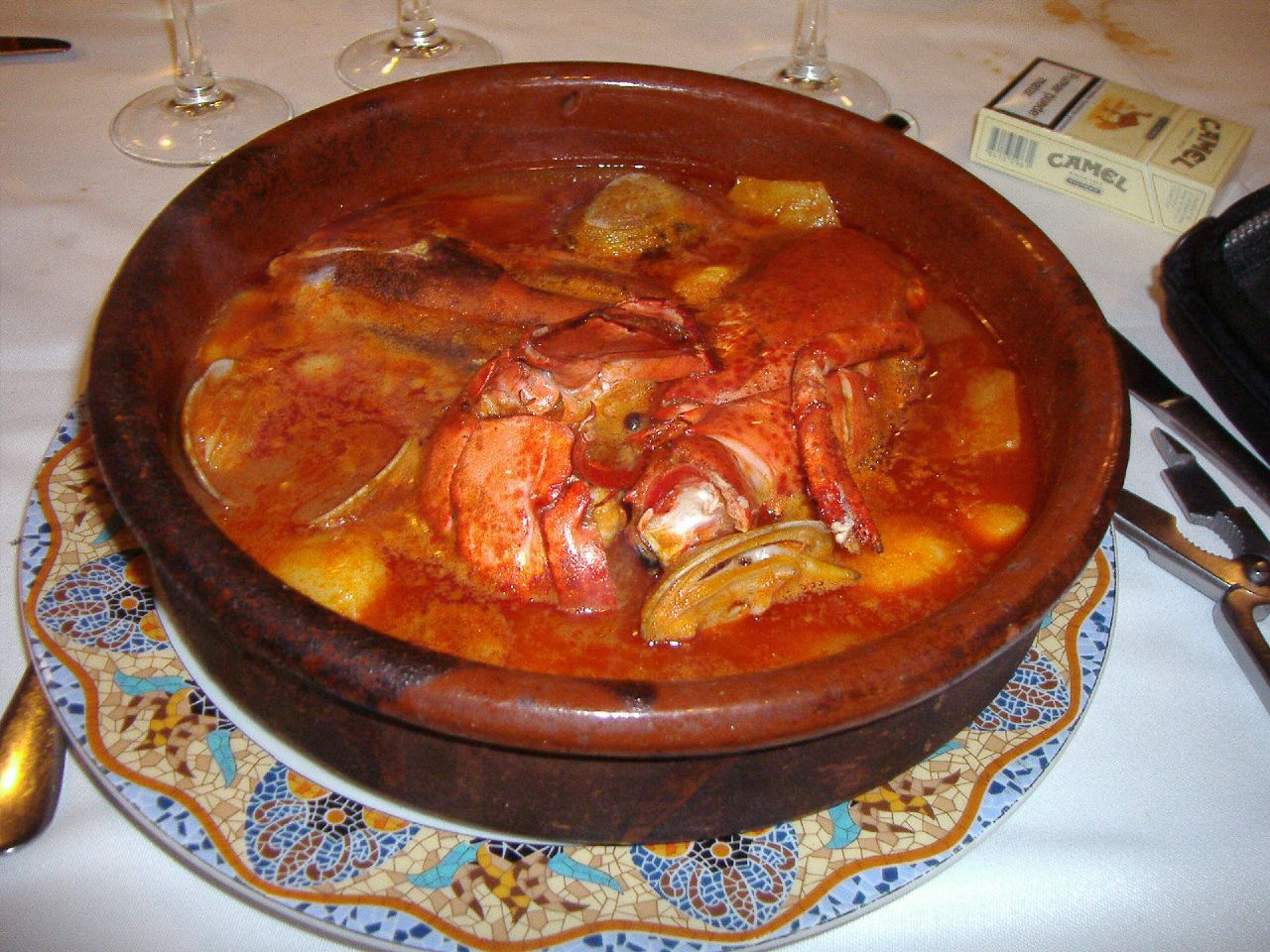
Pira caldo/Soupe de poissons

### Cuisine
- Cuisine du Paraguay, De la gastronomie paraguayenne
- Cuisine argentine, Cuisine brésilienne
- Chipa, mazamorra, lampreado, mbeju, Sopa paraguaya
- Gnocchis du 29, Fromage du Paraguay (en)

### Boissons
- Maté, Yerba Mate (Tereré), thé/infusion
- Bière
- Vin du Paraguay (en) (Guairá)

## Santé
- Santé au Paraguay (en)

### Activités physiques
- football, volley-ball, golf, musculation, athlétisme...

### Sports
- Sport au Paraguay, Du sport au Paraguay
- Athlétisme, football, handball, rugby, tennis, basket-ball, cyclisme, volley-ball...
- Sportifs paraguayens, Sportives paraguayenne
- Paraguay aux Jeux olympiques
- Paraguay aux Jeux paralympiques
- Paraguay aux Deaflympics
- Paraguay aux Jeux sud-américains
- Jeux panaméricains, Jeux bolivariens

### Arts martiaux
- Liste des arts martiaux et sports de combat
- Boxe, Karaté, Judo

## Médias
- Médias au Paraguay[9]
- Télécommunications au Paraguay (en)
- Média au Paraguay (en)
- Journalistes paraguayens

### Presse écrite
- Presse écrite au Paraguay[10],[11]
- Liste de journaux au Paraguay
- Magazines paraguayens

### Radio
- Liste de stations de radio au Paraguay (en)

### Télévision
- Télévision au Paraguay, De la télévision au Paraguay
- Liste des chaînes de télévision au Paraguay (en)

### Internet
- Censure d'internet par pays (en)
- Internet au Paraguay (en)
- Liste des fournisseurs d'accès internet au Paraguay
- Sites web par pays
- Sites web paraguayens
- Blogueurs par nationalité
- Blogueurs paraguayens
- Presse en ligne au Paraguay

## Littérature
- Littérature paraguayenne[12],[13]

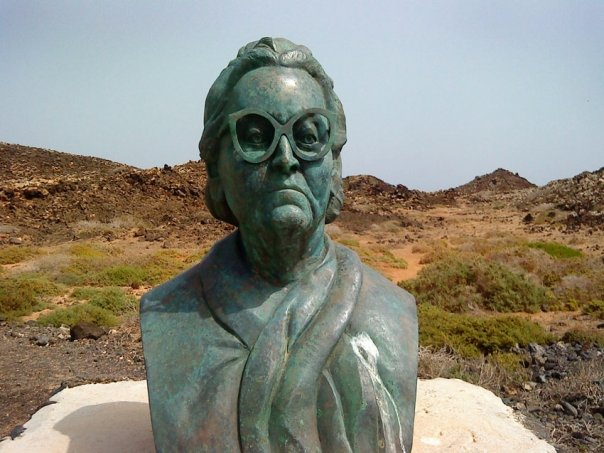
Monument à la mémoire de Josefina Pla aux îles Canaries

- Écrivains paraguayens, Liste d'écrivains paraguayens (es), Œuvres littéraires paraguayennes
- Julio Correa (1890-1953)
- Gabriel Casaccia (1907-1980)
- Josefina Pla (1909-1999)
- Augusto Roa Bastos (1917-2005), Moi, le Suprême (1974)
- Elvio Romero (1926-2004)
- Susy Delgado[14]
- Littérature en guarani[15],[16]
- Littérature latino-américaine[17],[18],[19],[20], Boom latino-américain, Réalisme magique
- Prix Rómulo-Gallegos, Prix ibéro-américain Planeta-House of America pour la Narration (en)
- Poésie précolombienne (es)

## Artisanats
- Arts appliqués, Arts décoratifs, Arts mineurs, Artisanat d'art, Artisan(s), Trésor humain vivant, Maître d'art
- Artisanats par pays, Artistes par pays
- Arts indigène du Paraguay (en)[21]
- Artisans du Paraguay

Les savoir-faire liés à l’artisanat traditionnel relèvent (pour partie) du patrimoine culturel immatériel de l'humanité.
Mais une grande partie des techniques artisanales ont régressé, ou disparu, dès le début de la colonisation, et plus encore avec la globalisation, sans qu'elles aient été suffisamment recensées et documentées.

### Arts graphiques
- Calligraphie, Enluminure, Gravure, Origami

### Textiles
- Art textile, Arts textiles, Fibre, Fibre textile, Design textile
- Mode, Costume, Vêtement, Confection de vêtement, Stylisme
- Technique de transformation textile, Tissage, Broderie, Couture, Tricot, Dentelle, Tapisserie,

### Cuir
- Maroquinerie, Cordonnerie, Fourrure

### Papier
- Papier, Imprimerie, Techniques papetières et graphiques, Enluminure, Graphisme, Arts graphiques, Design numérique

### Bois
- Travail du bois, Boiserie, Menuiserie, Ébénisterie, Marqueterie, Gravure sur bois, Sculpture sur bois, Ameublement, Lutherie

### Métal
- Métal, Sept métaux, Ferronnerie, Armurerie, Fonderie, Dinanderie, Dorure, Chalcographie

### Poterie, céramique, faïence
- Mosaïque, Poterie, Céramique, Terre cuite
- Rosa Brítez (en) (1941-2017)

### Verrerie d'art
- Arts du verre, Verre, Vitrail, Miroiterie

### Joaillerie, bijouterie, orfèvrerie
- Lapidaire, Bijouterie, Horlogerie, Joaillerie, Orfèvrerie

### Espace
- Architecture intérieure, Décoration, Éclairage, Scénographie, Marbrerie, Mosaïque
- Jardin, Paysagisme

## Arts visuels
- Arts visuels, Arts plastiques, Art brut, Art urbain
- Artistes par pays
- Arts du Paraguay
- Écoles d'art au Paraguay
- Catégorie:École d'art par pays
- Artistes paraguayens
- Artistes contemporains paraguayens
- Musées et galeries d'art au Paraguay
- Catégorie:Prix artistique au Paraguay
- Art brut au PAraguay
- Arts indigène du Paraguay (en)

### Dessin
- Bande dessinée paraguayenne
- Gravure par pays, Gravure paraguayenne, graveurs paraguayens
- Dessinateurs paraguayens
- Dessinateurs paraguayens de bande dessinée
- Illustrateurs paraguayens
- Affichistes paraguayens
- Calligraphes paraguays
- Enlumineurs paraguayens

### Peinture
- Peinture, Catégorie:Peinture par pays
- Peintres paraguayens, Liste de peintres paraguayens
- Peinture paraguayenne contemporaine

### Sculpture
- Sculpture, Catégorie:Sculpture par pays
- De l'architecture au Paraguay
- Sculpteurs paraguayens

### Architecture
- Catégorie:Architecture par pays
- Architecture au Paraguay, De l'architecture au Paraguay
- Monuments au Paraguay
- Architectes paraguayens
- Urbanisme au Paraguay

### Photographie
- Photographie au Paraguay
- Photographes paraguayens

### Graphisme
- Graphistes paraguayens

## Arts du spectacle
- Spectacle vivant, Performance, Art sonore
- Arts de performance par pays
- Arts de la performance au Paraguay
- Festivals artistiques au Paraguay
- Formation aux arts de la performance au Paraguay
- Alliance Française d’Assomption[22]
- Liste de festivals au Paraguay (en)

### Musique(s)
- Musique par pays, Musique improvisée, Improvisation musicale
- Musique traditionnelle,
- Musique du Paraguay (en)
- Instruments de la musique paraguayenne, harpe paraguayenne, gualambo, liku, malta (instrument), siku, taika (instrument), toyo (instrument), zampoña
- Musiciens paraguayens
- Instruments recyclés[23],[24]
- Chamamé, Raúl Barboza, Chango Spasiuk, La Yegros

### Danse(s)
- Liste de danses
- Musique amérindienne
- Danse au Paraguay, De la danse au Paraguay
- Danseurs paraguayens, Danseuses paraguayennes
- Liste de compagnies de danse et de ballet
- Danse contemporaine
- Liste de chorégraphes contemporains, Chorégraphes paraguayens
- Paraguay’Ete (Paraguay authentique), polka paraguayenne, guarani, danse de la bouteille, zapateado...
- Ballet Clásico y Moderno Municipal de Asunción (es)
- Gomba

### Théâtre
- Improvisation théâtrale, Jeu narratif
- Théâtre paraguayen, Du théâtre paraguayen
- Théâtre à Asuncion au premier âge colonial[25]
- Théâtre guarani[26], Julio Correa (1890-1953)
- Manuel Ortiz Guerrero (1897-1933)

Le théâtre latino-américain est reconnu par l'Europe, dont la France,,.

### Cinéma
- Cinéma paraguayen
- Cinémas paraguayens
- Films paraguayens

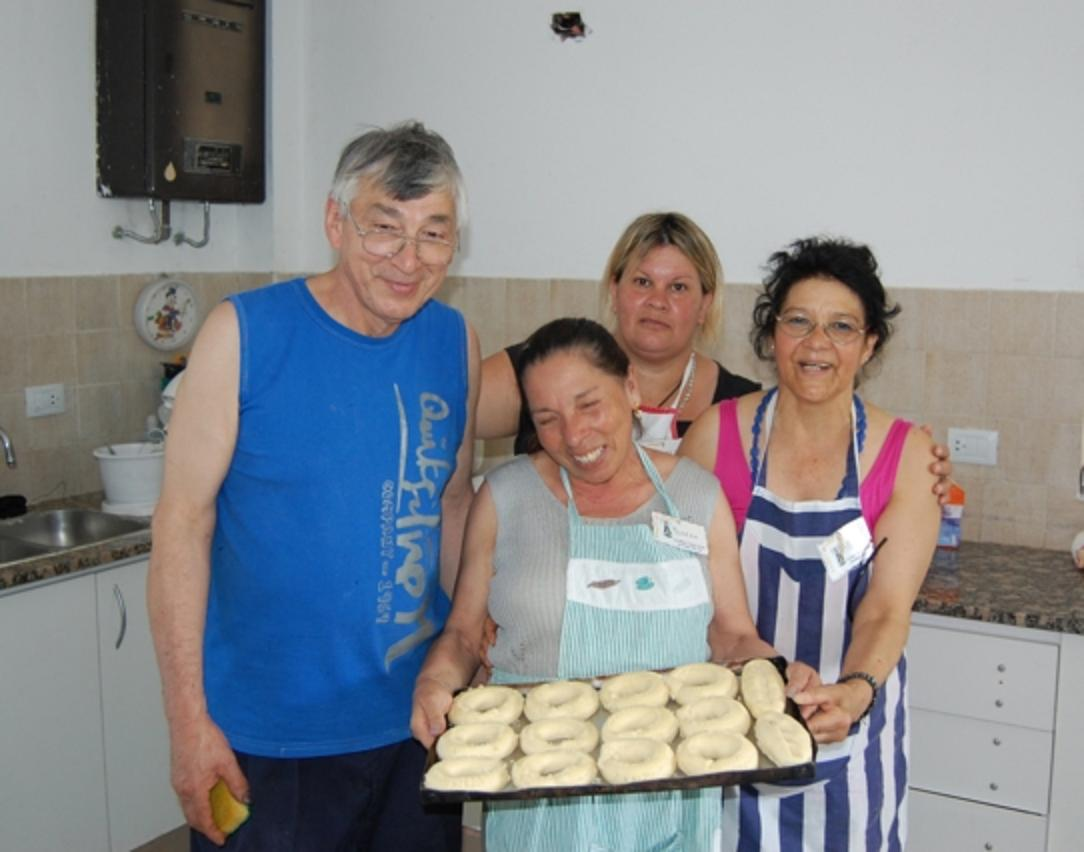
Fabrication de chipas à l'occasion de la San Blas.

- Liste de films paraguayens (en) (chronologique)
- Réalisatrices paraguayennes
- Actrices paraguayennes
- 7 Boxes (2012)

### Autres scènes: marionnettes, mime, pantomime, prestidigitation
Les arts de la rue, arts forains, cirque, théâtre de rue, spectacles de rue, arts pluridisciplinaires, performances manquent encore de documentation pour le pays…
Dans le domaine de la marionnette, on relève Arts de la marionnette au Paraguay sur le site de l'Union internationale de la marionnette (UNIMA), et Humberto Gulino (es) (1944-2015), Héctor Armando García Castroman (es) (1946-2015).

### Autres
- Vidéo, Jeux vidéo, Art numérique, Art interactif
- Culture alternative, Culture underground

## Tourisme
- Tourisme au Paraguay (en), Du tourisme au Paraguay
- Office de tourisme du Paraguay[30]
- Conseils (diplomatie.gouv.fr) aux voyageurs pour le Paraguay
- Conseils (international.gc.ca) aux voyageurs pour le Paraguay

## Patrimoine

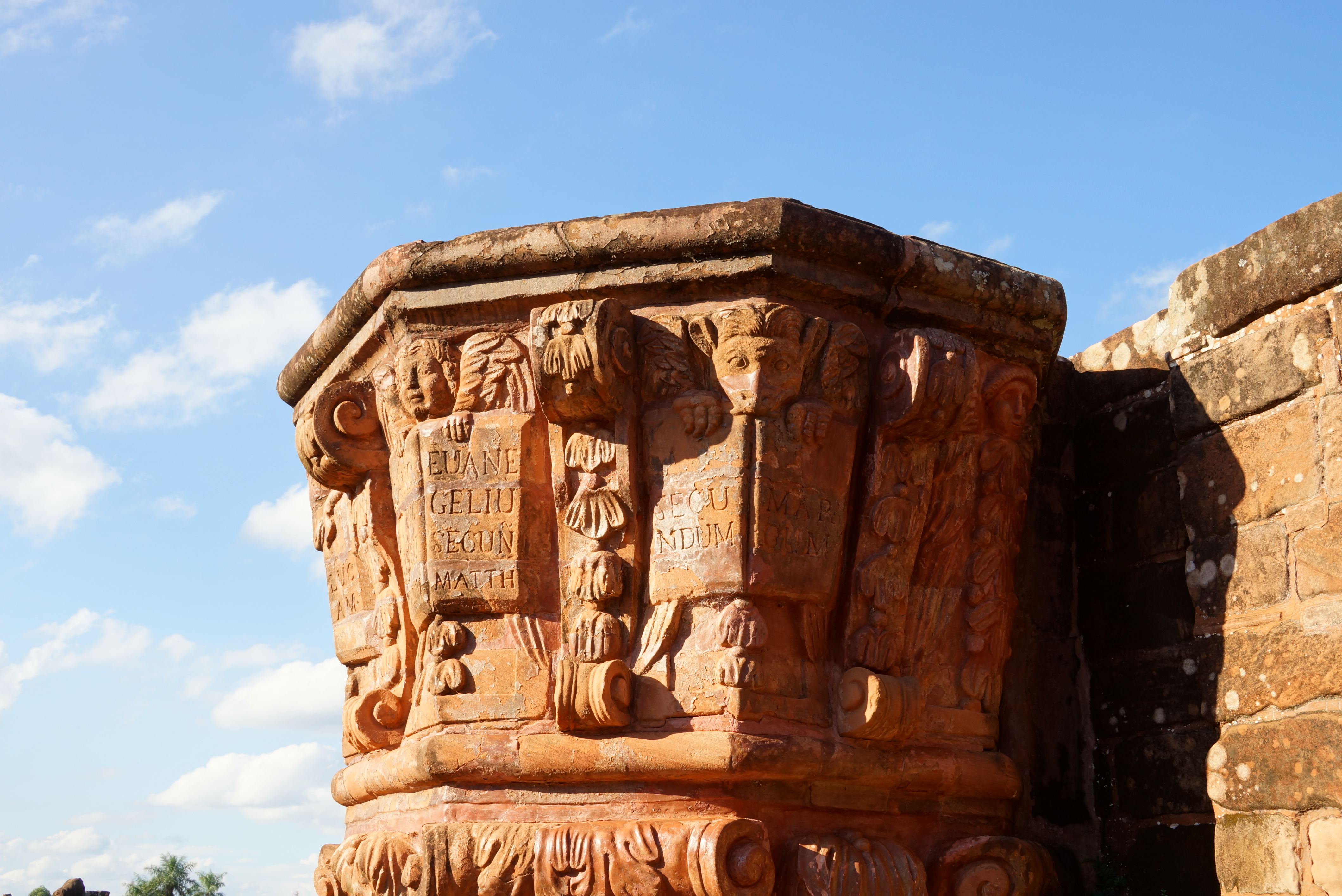
Chaire de la Santisima Trinidad de Paraná (détail)

Le programme Patrimoine culturel immatériel (UNESCO, 2003) n'a rien inscrit pour ce pays dans sa liste représentative du patrimoine culturel immatériel de l’humanité (au 15/01/2016).

### Musées et autres institutions
- Liste de musées au Paraguay

### Liste du Patrimoine mondial
Le programme Patrimoine mondial (UNESCO, 1971) a inscrit dans sa liste du Patrimoine mondial (au 12/01/2016) : Liste du patrimoine mondial au Paraguay.

### Registre international Mémoire du monde
Le programme Mémoire du monde (UNESCO, 1992) a inscrit dans son registre international Mémoire du monde (au 15/01/2016) :
- 2009 : Archives de la Terreur (1992)[31].

### Filmographie
- From honey to ashes, film de Lucas Bessire, Documentary Educational Resources, Watertown, 2007, 48 min (DVD)
- Maisons végétales au Paraguay, film de Stefan Richts, Arte, ADAV, Paris, 2009, 52 min (DVD)